# Chính sách thị thực của Kyrgyzstan
Du khác đến Kyrgyzstan phải xin thị thực từ một trong những phái bộ ngoại giao Kyrgyzstan trừ khi họ đến từ các quốc gia được miễn thị thực hoặc xin thị thực tại cửa khẩu. Mặc dù có đề nghị hủy bỏ chế độ miễn thị thực, Thú tướng Kyrgyzstan tuyên bố sẽ giữ nguyên chính sách hiện tại vào tháng 12 2015.
Kyrgyzstan miễn thị thực cho 62 quốc gia.

## Bản đồ chính sách thị thực

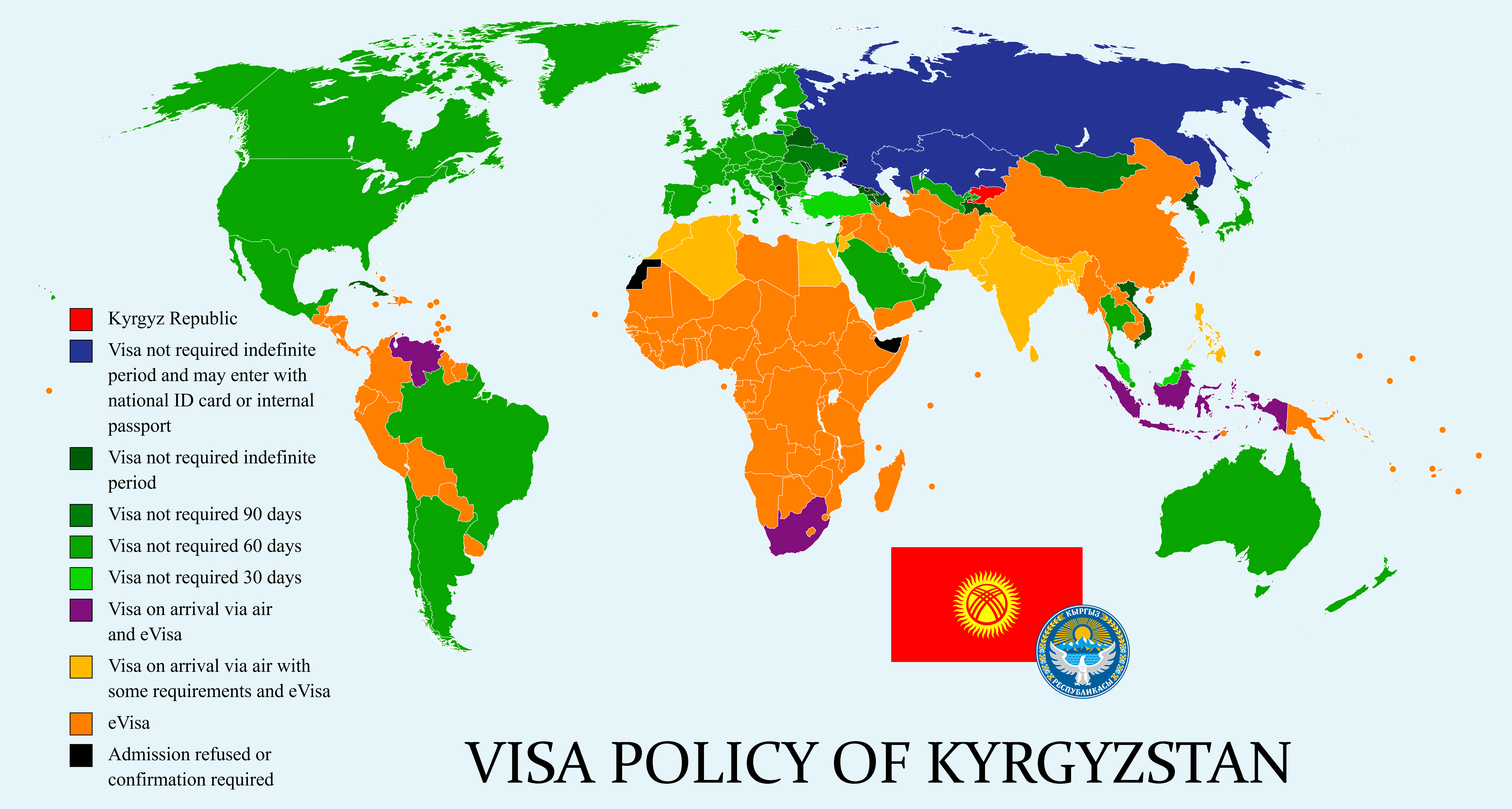
Chính sách thị thực Kyrgyzstan
Kyrgyzstan
Miễn thị thực - không giới hạn
Miễn thị thực - 90 ngày
Miễn thị thực - 60 ngày
Miễn thị thực - 30 ngày
Thị thực tại cửa khẩu / thị thực điện tử
Thị thực điện tử

## Miễn thị thực
Người sở hữu hộ chiếu được cấp bởi 62 quốc gia sau không cần thị thực để đến Kyrgyzstan lên đến khoảng thời gian được nhắc đến dưới đây:
| - Armenia - Azerbaijan - Belarus - Cuba1 - Gruzia - Nhật Bản | - Kazakhstan - Moldova - Triều Tiên1 - Nga - Tajikistan - Việt Nam |  |

| - Úc - Bahrain - Bosnia và Herzegovina - Brunei - Canada - Kuwait - Monaco - New Zealand | - Qatar - Ả Rập Saudi - Singapore - Hàn Quốc - Các Tiểu vương quốc Ả Rập Thống nhất - Hoa Kỳ - Uzbekistan - Thành Vatican |  |

Ngoài ra chỉ có người sở hữu hộ chiếu ngoại giao/công vụ của Brasil, Trung Quốc, Ấn Độ, Indonesia, Iran, Serbia và Turkmenistan có thể đến Kyrgyzstan mà không cần thị thực.
Thỏa thuận bãi bỏ thị thực được ký với  Serbia vào ngày 5 tháng 12 năm 2017 và chưa được thông qua.

## Thị thực tại cửa khẩu
Người sở hữu hộ chiếu cấp bởi các quốc gia sau có thể xin thị thực tại cửa khẩu cho phép ở lại tối đa 30 ngày tại Sân bay quốc tế Manas:
| - Albania - Andorra - Argentina - Brazil - Bulgaria - Chile - Síp - Indonesia - Israel - Macedonia | - Mexico - Montenegro - Oman - Philippines - Romania - San Marino - Serbia - Nam Phi - Thái Lan - Venezuela |  |

Người sở hữu hộ chiếu của các quốc gia sau có thể xin thị thực tại cửa khẩu để ở lại hơn 60 ngày tại Sân bay quốc tế Manas:
| - European Union / EFTA2 \| - Australia - Bahrain - Bosna và Hercegovina - Brunei - Canada - Kuwait - Monaco - New Zealand \| - Qatar - Ả Rập Saudi - Singapore - Hàn Quốc - Các Tiểu vương quốc Ả Rập Thống nhất - Hoa Kỳ - Uzbekistan - Thành Vatican \| \| | |  |
| - Australia - Bahrain - Bosna và Hercegovina - Brunei - Canada - Kuwait - Monaco - New Zealand | - Qatar - Ả Rập Saudi - Singapore - Hàn Quốc - Các Tiểu vương quốc Ả Rập Thống nhất - Hoa Kỳ - Uzbekistan - Thành Vatican |  |

2 – trừ Síp, Bulgaria và Romania
Ngoài ra, người sở hữu hộ chiếu cấp bởi  Đài Loan có thể xin thị thực tại cửa khẩu nếu có thư mời thị thực hạ cánh chuẩn bị trước.

## Thị thực thay thế
Công dân của các nước sau mà có thị thục có hiệu lực của Kazakhstan có thể đến các quận biên giới của vùng Issyk-Kul, Talas và Chui của Kyrgyzstan trong thời gian thị thực đó có hiệu lực: Úc, Áo, Bỉ, Bulgaria, Canada, Croatia, Cộng hòa Séc, Đan Mạch, Phần Lan, Pháp, Đức, Hy Lạp, Hungary, Iceland, Ireland, Israel, Ý, Nhật Bản, Liechtenstein, Luxembourg, Malaysia, Monaco, Hà Lan, New Zealand, Na Uy, Bồ Đào Nha, Ba Lan, Romania, Singapore, Slovakia, Hàn Quốc, Tây Ban Nha, Thụy Điển, Thụy Sĩ, Vương quốc Anh và Hoa Kỳ.

## Thị thực điện tử
Từ ngày 1 tháng 9 năm 2017 công dân của tất cả các quốc gia và vùng lãnh thổ (bao gồm  Hồng Kông,  Macao và  Đài Loan) có thể xin thị thực du lịch, công các 30 hoặc 90 ngày trực tuyến qua hệ thống thị thực điện tử. Người sở hữu thị thực điện tử phải đến sân bay quốc tế Manas, sân bay Osh và điểm kiểm tra Ak-jol tại biên giới Kyrgyzstan-Kazakhstan.

## Thống kê du khách
Hầu hết du khách đến Kyrgyzstan đều đến từ các quốc gia sau:
| Country        | 2016      | 2015      | 2014      |
| -------------- | --------- | --------- | --------- |
| Kazakhstan     | 1.787.100 | 1.989.200 | 1.998.500 |
| Nga            | 431.000   | 528.700   | 447.700   |
| Tajikistan     | 169.500   | 117.600   | 79.300    |
| Uzbekistan     | 150.700   | 60.900    | 125.900   |
| Ukraina        | 141.300   | 133.600   | 5.800     |
| Thổ Nhĩ Kỳ     | 36.800    | 36.100    | 33.000    |
| Trung Quốc     | 36.600    | 35.800    | 29.900    |
| Hoa Kỳ         | 13.900    | 19.200    | 14.300    |
| Ấn Độ          | 11.400    | 7.600     | 4.200     |
| Đức            | 11.100    | 16.700    | 15.200    |
| Hàn Quốc       | 10.300    | 7.000     | 10.500    |
| Turkmenistan   | 8.500     | 5.900     | 8.600     |
| Azerbaijan     | 8.100     | 5.300     | 3.700     |
| Vương quốc Anh | 6.600     | 6.900     | 4.400     |
| Gruzia         | 5.700     | 2.500     | 1.800     |
| Tổng           | 2.930.200 | 3.050.600 | 2.849.400 |